# Emma Finucane
Emma Finucane, née le 22 décembre 2002 à Carmarthen, est une coureuse cycliste britannique, originaire du Pays de Galles. Elle est spécialiste des épreuves de vitesse sur piste.

## Biographie
En 2011, Emma Finucane dispute ses premières courses sur piste dans les catégories de jeunes. Elle remporte de nombreux championnats gallois dans différents groupes d'âge. L'un de ses modèles est la pistarde britannique Rebecca James. En 2018, elle gagne plusieurs courses nationales chez les juniors (moins de 19 ans). En 2019, toujours chez les juniors, elle devient championne d'Europe du 500 mètres à Gand et décroche deux médailles d'argent en vitesse et en vitesse par équipes (avec Charlotte Robinson). Elle est ensuite sélectionnée aux mondiaux juniors de Francfort-sur-l'Oder, où elle s'adjuge le bronze sur le 500 mètres et la vitesse. 
Aux championnats d'Europe espoirs (moins de 23 ans) de 2021, elle est vice-championne d'Europe de vitesse par équipes (avec Lauren Bell et Blaine Ridge-Davis). L'année suivante, elle remporte le titre national dans cette discipline avec Rhian Edmunds et Lowri Thomas. En avril, avec un trio du Pays de Galles, elle se classe troisième de la vitesse par équipes lors de la manche de Coupe des nations de Glasgow.

## Vie privée
Elle est en couple avec le cycliste Matthew Richardson depuis janvier 2024.

## Palmarès sur piste

### Jeux olympiques
- Paris 2024
  -  Championne olympique de vitesse par équipes
  -  Médaillée de bronze du keirin
  -  Médaillée de bronze de la vitesse individuelle

### Championnats du monde
| Épreuve / Édition                   | 500 mètres | Keirin | Vitesse individuelle | Vitesse par équipes |
| Francfort-sur-l'Oder 2019 (juniors) | Bronze     | 9e     | Bronze               | 4e                  |
| Saint-Quentin-en-Yvelines 2022      | 11e        |        |                      | Bronze              |
| Glasgow 2023                        |            |        | Or                   | Argent              |
| Ballerup 2024                       |            | 4e     | Or                   | Or                  |

### Coupe des nations
- 2022
  - 3e de la vitesse par équipes à Glasgow
- 2023
  - 1re de la vitesse au Caire
  - 3e de la vitesse par équipes à Jakarta
  - 3e de la vitesse à Jakarta
- 2024
  - 1re de la vitesse par équipes à Adélaïde
  - 1re de la vitesse par équipes à Hong Kong
  - 1re de la vitesse individuelle à Hong Kong
  - 1re du keirin à Hong Kong

### Ligue des champions
- 2023
  - 2e de la vitesse à Palma
  - 3e de la vitesse à Berlin
  - 3e de la vitesse à Londres (I)
  - 3e du keirin à Londres (I)
  - 3e du keirin à Londres (II)
- 2024
  - 1er de la vitesse à Paris
  - 1er de la vitesse à Londres (I)
  - 1er de la vitesse à Londres (II)
  - 2e du keirin à Paris
  - 2e du keirin à Londres (I)

### Jeux du Commonwealth
| Édition / Épreuve | Vitesse individuelle | Vitesse par équipes |
| Birmingham 2022   | Bronze               | Bronze              |

### Championnats d'Europe
| Épreuve / Édition        | 500 mètres | Keirin | Vitesse individuelle | Vitesse par équipes |
| Gand 2019 (juniors)      | Or         |        | Argent               | Argent              |
| Apeldoorn 2021 (espoirs) | 5e         | 5e     | 9e                   | Argent              |
| Granges 2023             |            | Argent | 6e                   | Argent              |
| Anadia 2023 (espoirs)    |            |        | Argent               |                     |
| Apeldoorn 2024           |            | Argent | Or                   | Argent              |

### Championnats de Grande-Bretagne
- 2020
  - 2e du 500 mètres
  - 2e du keirin
  - 3e de la vitesse par équipes
- 2022
  -  Championne de Grande-Bretagne de vitesse par équipes
  - 2e du keirin
  - 3e du 500 mètres
  - 3e de la vitesse
- 2023
  -  Championne de Grande-Bretagne du 500 mètres
  -  Championne de Grande-Bretagne du keirin
  -  Championne de Grande-Bretagne de vitesse
  -  Championne de Grande-Bretagne de vitesse par équipes